# Corvino San Quirico
Corvino San Quirico là một đô thị ở tỉnh Pavia trong vùng Lombardia của Ý, có cự ly khoảng 50 km về phía nam của Milan và khoảng 20 km về phía nam của Pavia. Tại thời điểm ngày 31 tháng 12 năm 2004, đô thị này có dân số 1.084 người và diện tích là 4,4 km².
Corvino San Quirico giáp các đô thị sau: Calvignano, Casatisma, Casteggio, Oliva Gessi, Robecco Pavese, Torricella Verzate.